# Carlo Fea
Pour les articles homonymes, voir Fea.
Carlo Domenico Francesco Ignazio Fea, né à Pigna (Ligurie) le 4 juin 1753 et mort à Rome le 18 mars 1836, est un archéologue, conservateur de monuments et collectionneur d'art italien. Son œuvre sur les vases étrusques fait autorité.

## Biographie

### Les débuts
Carlo Fea est originaire de Buggio, dans la frazione de Pigna (province d'Imperia). Il obtient un diplôme de docteur en droit à l'Université La Sapienza. Après une brève carrière de légiste, il ne tarde pas à s'intéresser à l'archéologie.
Carlo Fea identifie la statue d'un lanceur de disque, nommée le Discobole, découverte en 1781, à Rome, sur l'Esquilin, une copie romaine en marbre de la célèbre statue en bronze de Myron, aujourd'hui disparue. En 1783, il supervise la publication et les commentaires de la traduction italienne (Storia della Arti) de l'Histoire de l'art de l'Antiquité (Geschichte der Kunst des Altertums), de Johann Joachim Winckelmann, à laquelle il adjoint un essai : Sur les ruines de Rome (Sulle rovine di Roma). Il publie également quelques œuvres posthumes de l'érudit et antiquaire Giovanni Lodovico Bianconi (Description des cirques, en particulier celui de Caracalla et des jeux qui y étaient célébrés, 1789). Il publie lui-même de nombreuses œuvres, parmi lesquelles Miscellanées critiques, philologique et antiquaires (Miscellanea filologica, critica, e antiquaria), dont le premier volume paraît en 1790, et Description de Rome (Descrizione di Roma). En 1791, il entreprend des fouilles à Ardea, qui marquent le début de sa carrière d'archéologue.
Dans le but d'obtenir de meilleures opportunités pour ses recherches, il entre dans les ordres en 1798. Nonobstant, dans ses écrits, il ne se présente jamais comme abbé, mais comme avocat.

### La période napoléonienne
Pour des raisons politiques, il doit se réfugier à Florence lors de la conquête de Rome par Napoléon Bonaparte. À son retour, en 1799, il est emprisonné, sur l'accusation de jacobinisme, par l'armée des Bourbons de Naples, qui occupe Rome et met fin à la République. Rapidement libéré, il est nommé, en 1800, par le pape Pie VII, commissaire des Antiquités (Commissario delle Antichità), un poste qu'il conserve jusqu'à sa mort, en 1836. En 1801, il est nommé président du Musée capitolin.
Il devient bibliothécaire du prince Chigi. Il se consacre à rationaliser la législation sur le commerce des antiquités romaines et des fouilles archéologiques. Les règles nouvelles édictées en 1802 stimulent de nouvelles fouilles des principaux monuments romains, notamment les Arcs de Constantin et Septime-Sévère et l'Amphithéâtre Flavien (Colisée). Durant le pontificat de Pie VII (1800-1823), il entreprend des fouilles au Panthéon (Rome) et au Forum romain, ainsi que dans les environs de Rome. En 1804, il travaille au Panthéon avec l'architecte et restaurateur Giuseppe Valadier (1762-1832). L'occupation napoléonienne, en 1809, met fin à sa direction du Musée capitolin. Il continue à travailler avec Valadier sur la Domus Aurea et le Temple de Vesta. L'excavation de l'arène du Colisée, en 1812, provoque des débats passionnés chez les archéologues.

### Après l'ère napoléonienne
Carlo Fea continue ses fouilles après le retrait de Napoléon Ier, en 1814. Le duc Pierre Louis Jean Casimir de Blacas d’Aulps (1770-1839)  l'assiste dans ses fouilles sur le Forum romain. Ensemble, ils identifient correctement le Temple de Castor et Pollux, en 1816. 1817 voit la découverte, avec l'aide du comte de Funchal, du Clivus Capitolinus et du Temple de la Concorde. Deux ans plus tard, il publie, en 1819, la Nuova descrizione de' monumenti antichi, suivie en 1832, de son étude sur les vases étrusques, Storia dei vasi fittili et, en 1836, du second volume des Miscellanea filologica. Il meurt à Rome la même année.

## Le legs de Carlo Fea
Outre ses œuvres imprimées et ses découvertes lors des campagnes de fouilles qu'il entreprend pendant près d'un demi-siècle, Carlo Fea joue un rôle important comme Commissaire des antiquités, rôle que l'on peut mesurer au nombre de monuments qu'il sauve de la destruction. Il est, à ce jour (2011), celui qui a occupé ce poste le plus longtemps (36 ans). Il est le seul Italien parmi les membres fondateurs de l'Institut de correspondance archéologique (Instituto di Corrispondenza Archeologica), en 1829.

## Publications

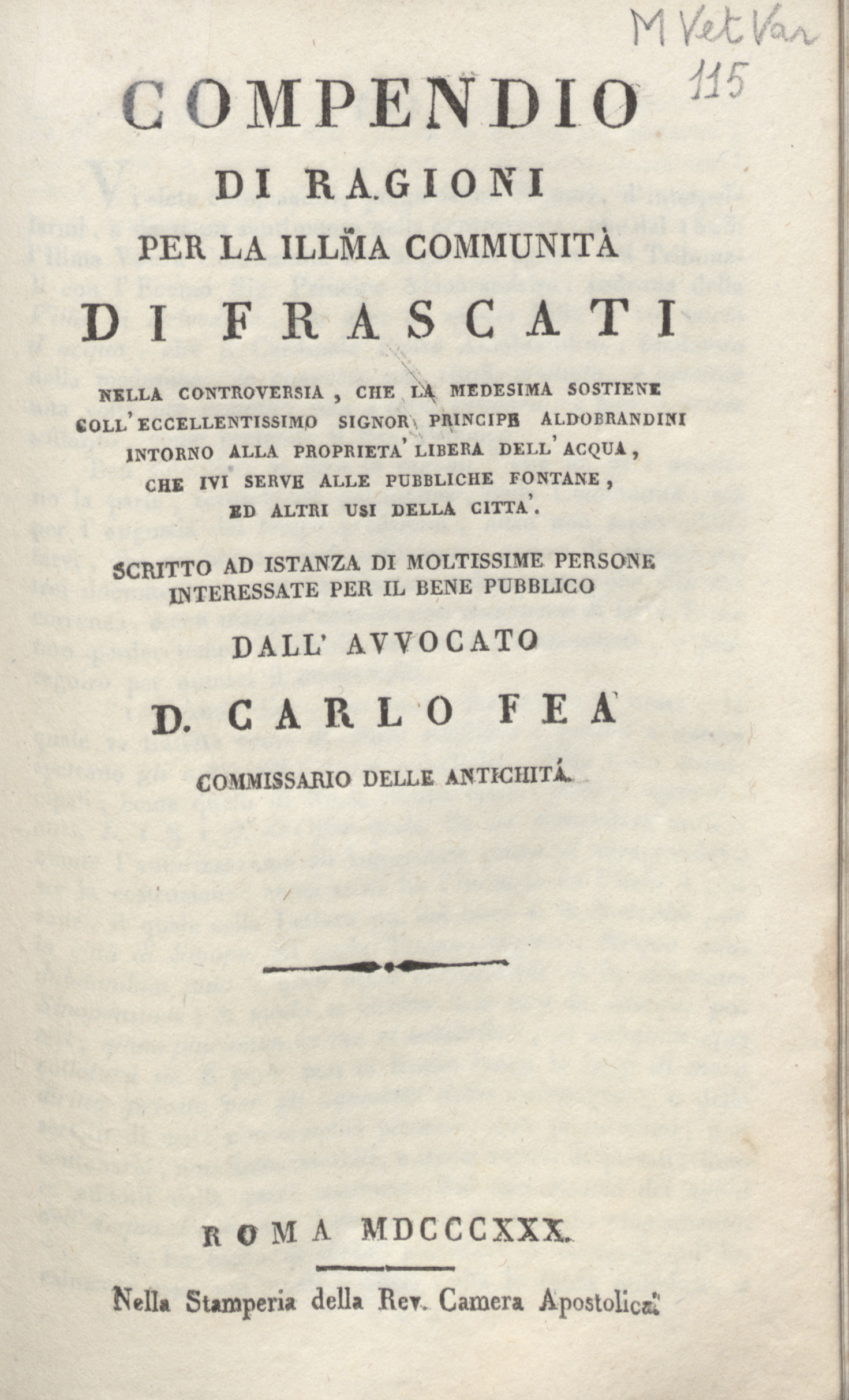
Compendio di ragioni per la illustrissima communità di Frascati (1830)

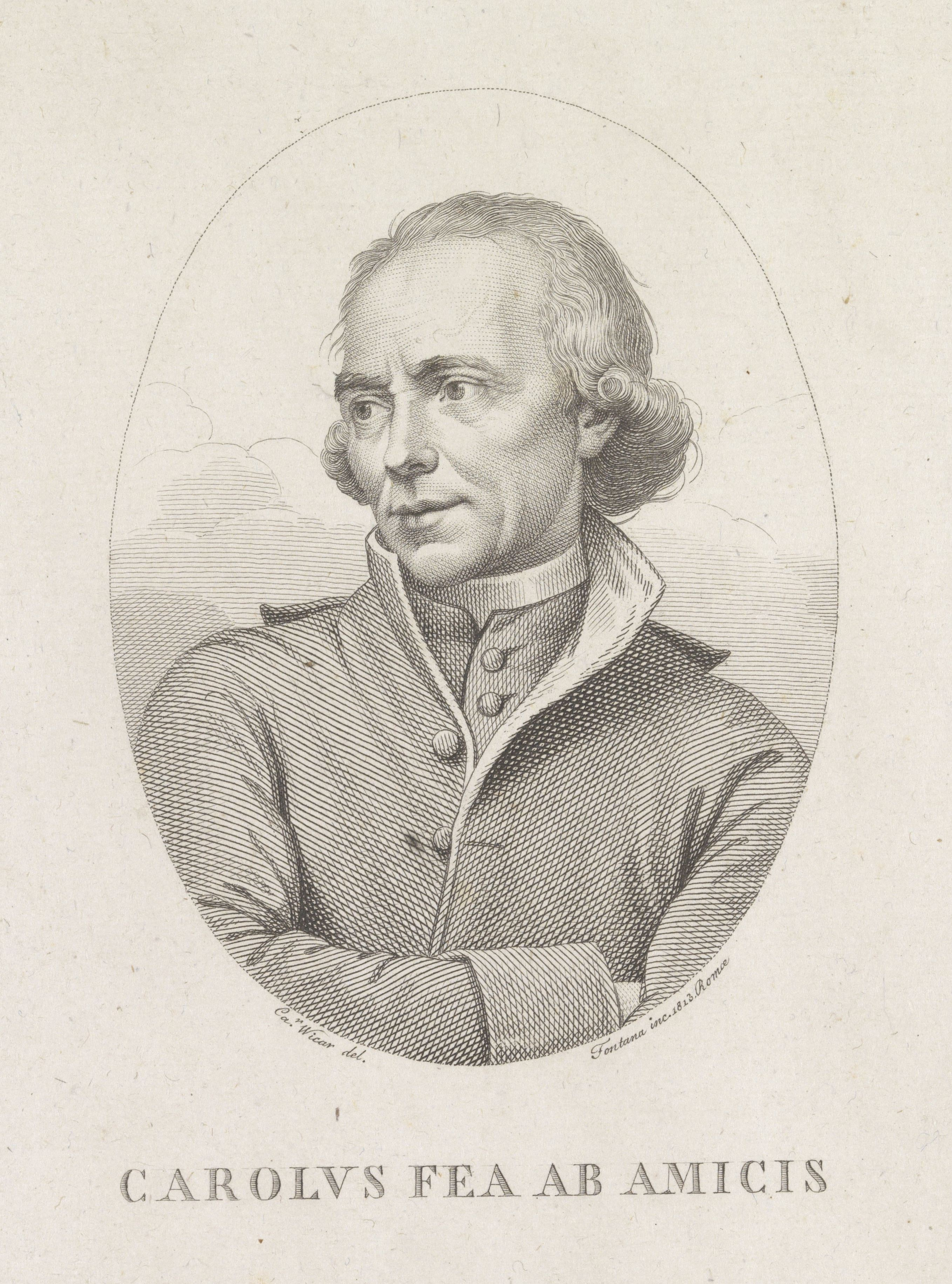
Carlo Fea.

- 1782 - Vindiciae et observationes iuris: volumen primum.
- 1783 - Sulle rovine di Roma.
- 1788 - Progetto di una nuova edizione di Vitruvio: L’integrità del Panteone di Marco Agrippa, Rome, éd. Pagliarini.
- 1789 - Descrizione Dei Circhi, Particolarmente Di Quello Di Caracalla E Dei Giuochi In Essi Celebrati: Opera Postuma Del Consigliere Gio. Lodovico Bianconi Ordinata E Pubblicata Con Note E Versione Francese Dall'Avvocato Carlo Fea E Corredata Di Tavole In Rame Rettificate E Compite Su La Faccia Del Luogo Dall'Architetto Angelo Uggeri Milanese, éd. Pagliarini.
- 1790 - Miscellanea filologica critica e antiquaria, Tomo primo (lire en ligne).
- 1797 - Discorso intorno alle belle arti in Roma, in-8, éd. Pagliarini.
- 1802 - Osservazioni sui monumenti delle belle arti che rappresentano Leda
- 1802 - Relazione di un viaggio ad Ostia e alla villa de Plinio detta Laurentino, Rome, éd. Antonio Fulgoni, 132 p[3],[4].
- 1806 - Dissertazioni epistolari di G. B. Visconti e Filippo Waquier de la Barthe sopra la statua del Discobolo scoperta nella villa Palombara; con le illustrazioni della medesima pubblicate da Carlo Fea e Giuseppe Ant. Guattani; e coll'aggiunta delle illustrazioni di altri due discoboli dissotterrati nella via Appia e nella villa Adriana, prodotte da Ennio Quirino Visconti; raccolte ed arricchite con note e con le bizarre iscrizioni della villa Palombara da Francesco Cancellieri.
- 1807 - L'integrità del Panteon di M. Agrippa ora S. Maria ad Martyres rivendicata al principato....
- 1811 - Ragionamento sopra le Terme Tauriane, il Tempio di Venere e Roma il Foro di Domiziano e d'Augusto ec. con una tavola in rame[3].
- 1812 - Osservazioni intorno alla celebre statua detta di Pompeo: lette il 10. di settembre nell'Accademia Romana d'archeologia.(lire en ligne)
- 1813 - Iscrizioni di monumenti pubblici trovate nelle attuali escavationi dei medesimi[3].
- 1813 - Ammonizioni critico-antiquarie a varii scrittori del giorno.
- 1813 - Osservazioni sull Arena e sul Podio dell'Anfiteatro Flavio dopo gli scavi nel medesimo[3].
- 1814 - Nuove osservazioni intorno all'arena dell'anfiteatro Flavio e all'acqua, che ora la ricopre.
- 1819 - Nuova descrizione de' monumenti antichi ed oggetti d'arte contenute nel Vaticano e nel Campidoglio (lire en ligne).
- 1819 - Novelle del Tevere: discorso particolarmente in difesa di S. Gregorio Magno.
- 1820 - L'integrità del Panteon rivendicata a Marco Agrippa dall'avvocato Carlo Fea commissario delle antichità.
- 1820 - Frammenti di Fasti Consolari e Trionfali Ultimatemente Scoperti nel Foro Romano e Altrove Ora Riuniti e Presentati alla Santità di N. S. Pio Papa Settimo[3].
- 1820 - Varietà di notizie economiche, fisiche, antiquarie sopra Castel Gandolfo, Albano, Ariccia, Nemo loro laghi ed emissarii, sopra scavi recenti di antiquità in Roma e nei contorni etc[3].
- 1822 - Nuova descrizione di Roma antica e moderna, e de' suoi contorni sue rarita' specialmente dopo le nuove scoperte cogli scavi arrichita delle vedute piu' interessanti compilata per uso de colti viaggiatori, éd. Crispino Puccinelli, tome 1, 264 p[5].

2e édition, éd. V. Poggioli, 1823.
- 1820 - Pius II. Pont. Max. a calumniis vindicatus. Ternis retractationibus eius quibus dicta et scripta contra Eugenium PP. IV. eiuravit.
- 1824 - La fossa Traiana.
- 1825 - Riflessioni storico-politiche sopra la richiesta del ministro dell'Interno di Parigi ai Vescovi e Arcivescovi della Francia di par insegnare nei loro seminari le IV proposizioni dell'assemblea del clero gallicano nel 1682 (lire en ligne)
- 1827 - Considerazioni storiche fisiche geologiche idrauliche architettoniche economiche critiche dell'Avvocato Carlo Fea ... sul disastro accaduto in Tivoli il dì 16 novembre 1826 colle quali si illustrano anche la storia naturale del paese e varie antichità (lire en ligne).
- 1827 - Indicazione del Foro Romano e sue principali adiacenze relativa alla contemporanea tavola incisa in rame onde averne qualche idea per lo scavo ordinato nello stesso Foro dalla S. di NS Papa Leone XII nel settembre 1827 con tavola grande incisa in rame[3].
- 1830 - Nuove osservazioni Dell'Avvocato D. Carlo Fea ... Sopra La Divina Commedia Di Dante Alighieri: Specialmente Su Ciò Che Desso Ha Scritto Ivi E Altrove ....

rééd. Nabu Press, 10 janvier 2010, 25 cm × 19 cm × 0,5 cm, 200 g,  (ISBN 1141759705),  (ISBN 978-1141759705).
- 1832 - Storia dei vasi fittili dipinti che da 4 anni si trovano nello Stato Ecclesiastico in quella parte che è nell'antica Etruria: colla relazione della colonia Lidia che li fece per piu'secoli prima del Dominio dei Romani, Rome, éd. Stamperia delle belle arti, 66 p[6].
- 1832 - I Reclami del Foro Trajano esposti al pubblico e giustificati.
- 1833 - Supplemento allo scritto finora da molti sul celebre musaico scoperto nelle ruine di Pompei: Li 24. Ottobre 1831 dal avvocato Carlo Fea.
- 1834 - Jos. Benetti Romani Diss. de Cursu Publico - Compendio storico delle poste specialmente romane antiche e moderne.
- 1834 - Il diritto sovrano della santa sede sopra le valli di Comacchio e sopra la repubblica di San Marino difeso dall'avvocato Carlo Fea.
- 1836 - Miscellanea filologica critica e antiquaria tomo II (lire en ligne).
- 1869 - La Villa Albani descritta, avec Stefano Morcelli et Ennio Quirino Visconti, Rome, éd. Salviucci, 355 p[7].